# Diawandou Diagne
Diawandou Diagne Niang (Thiès, 8 novembre 1994) è un calciatore senegalese, difensore svincolato.

## Caratteristiche tecniche
Forte fisicamente, nonostante la poca altezza, ed in possesso di un buon dribbling che gli permette di portar fuori la palla dall'area di rigore. La sua versatilità gli permette di ricoprire qualsiasi posizione in difesa, o anche come centrocampista difensivo. È definito come un veloce stopper e un leader naturale che infonde fiducia ai propri compagni.

## Carriera

### Club

#### Gli inizi
Nato a Thiès, nel febbraio 2008, all'età di 13 anni, viene selezionato dall'ASPIRE Academy dopo essere stato selezionato come uno dei tre giocatori senegalesi scelti per far parte del club qatariota. Fu uno dei ventiquattro finalisti tra 430.000 partecipanti.

#### Eupen
Il 6 giugno 2012 si trasferisce al club belga dell'Eupen. Esordisce, da professionista con la maglia dell'Eupen, il 23 agosto successivo nella partita di Tweede klasse, secondo livello professionistico del campionato belga di calcio, vinta per 1-0 contro il KFC Dessel Sport. Conclude la prima stagione piazzandosi solamente all'ottavo posto con un totale di 32 presenze giocate.
Nella seconda stagione con il club belga riesce a piazzarsi al secondo posto; tale posto permette all'Eupen di partecipare ai play-off per la promozione in Pro League. In occasione dei play-off mette a segno il suo primo gol in carriera; sigla il momentaneo 1-0 nel pareggio finale per 2-2 contro il Sint-Truiden. La seconda ed ultima stagione con l'Eupen si conclude con la mancata promozione e con un totale di 35 presenze e una rete siglata.

#### Barcellona B
Il 10 luglio 2014 firma un contratto triennale, con scadenza 30 giugno 2017, con il club spagnolo del Barcellona, che lo inserisce nella seconda squadra del Barcellona B. Il 23 agosto 2014 fa il suo esordio nella sconfitta esterna per 2-0 contro l'Osasuna. Conclude la stagione totalizzando 27 presenze.

#### Il ritorno all'Eupen
Il 6 luglio 2015 torna, in prestito, al club belga dell'Eupen. Torna a vestire la maglia del club belga l'8 agosto successivo in occasione della trasferta vinta, per 0-1, contro il Royale Union Saint-Gilloise. Il 30 aprile 2016, insieme alla sua squadra, riesce ad ottenere la promozione nella massima lega belga. A fine stagione totalizza 18 presenze e 1 rete.
Il 6 luglio 2016 i due club decidono di prolungare il prestito del ragazzo per un'ulteriore stagione, permettendogli di crescere giocando in un campionato di 1º livello. Il 30 luglio successivo disputa la sua prima partita in Pro League in occasione della trasferta persa, per 3-0, contro lo Zulte Waregem. Il 5 novembre 2016 disputa la sua centesima partita con la maglia del club belga in occasione della vittoria casalinga, per 4-2, contro il Sint-Truiden. Conclude la stagione con un bottino di 43 presenze.
A luglio 2017 il cartellino del giocatore torna ad essere di proprietà del club belga. Il 6 agosto successivo mette a segno il suo primo gol nel massimo campionato belga in occasione della trasferta persa, per 3-1, contro il Club Bruges.

### Nazionale
Il 31 maggio 2014, dopo aver vestito le maglie del Senegal U-17 e del Senegal U-20, esordisce con la maglia della Nazionale maggiore in occasione dell'amichevole pareggiata per 2-2 contro la Colombia.

## Statistiche

### Presenze e reti nei club
Statistiche aggiornate al 26 settembre 2021.
| Stagione        | Squadra           | Campionato      | Campionato | Campionato | Coppe nazionali | Coppe nazionali | Coppe nazionali | Coppe continentali | Coppe continentali | Coppe continentali | Altre coppe | Altre coppe | Altre coppe | Totale | Totale |
| Stagione        | Squadra           | Comp            | Pres       | Reti       | Comp            | Pres            | Reti            | Comp               | Pres               | Reti               | Comp        | Pres        | Reti        | Pres   | Reti   |
| --------------- | ----------------- | --------------- | ---------- | ---------- | --------------- | --------------- | --------------- | ------------------ | ------------------ | ------------------ | ----------- | ----------- | ----------- | ------ | ------ |
| 2012-2013       | Eupen             | D2              | 32         | 0          | CB              | 1               | 0               | -                  | -                  | -                  | -           | -           | -           | 33     | 0      |
| 2013-2014       | Eupen             | D2              | 28+6       | 0+1        | CB              | 2               | 0               | -                  | -                  | -                  | -           | -           | -           | 36     | 1      |
| 2014-2015       | Barcellona        | SD              | 27         | 0          | -               | -               | -               | -                  | -                  | -                  | -           | -           | -           | 27     | 0      |
| 2015-2016       | Eupen             | D2              | 16         | 1          | CB              | 2               | 0               | -                  | -                  | -                  | -           | -           | -           | 18     | 1      |
| 2016-2017       | Eupen             | D1              | 28+10      | 0          | CB              | 5               | 0               | -                  | -                  | -                  | -           | -           | -           | 43     | 0      |
| 2017-2018       | Eupen             | D1              | 18+8       | 1+0        | CB              | 0               | 0               | -                  | -                  | -                  | -           | -           | -           | 26     | 1      |
| 2018-2019       | Eupen             | D1              | 1          | 0          | CB              | 1               | 0               | -                  | -                  | -                  | -           | -           | -           | 2      | 0      |
| Totale Eupen    | Totale Eupen      | Totale Eupen    | 124+23     | 2+1        |                 | 11              | 0               |                    | -                  | -                  |             | -           | -           | 158    | 3      |
| 2019-2020       | Odisha            | ISL             | 10         | 0          | -               | -               | -               | -                  | -                  | -                  | -           | -           | -           | 10     | 0      |
| 2020-2021       | Odisha            | ISL             | -          | -          | -               | -               | -               | -                  | -                  | -                  | -           | -           | -           | 0      | 0      |
| Totale Odisha   | Totale Odisha     | Totale Odisha   | 10         | 0          |                 | 0               | 0               |                    | -                  | -                  |             | -           | -           | 10     | 0      |
| 2021            | KTP               | V               | 9          | 0          | SC              | 0               | 0               | -                  | -                  | -                  | -           | -           | -           | 9      | 0      |
| gen.-giu. 2022  | Al-Hilal Omdurman | PL              | ?          | ?          | CS              | ?               | ?               | CCL                | 0                  | 0                  | -           | -           | -           | ?      | ?      |
| 2023            | Manang Marsyangdi | ADL             | ?          | ?          | -               | -               | -               | -                  | -                  | -                  | -           | -           | -           | ?      | ?      |
| feb.-apr. 2024  | Manila Digger     | PFL             | ?          | ?          | -               | -               | -               | -                  | -                  | -                  | -           | -           | -           | ?      | ?      |
| Totale carriera | Totale carriera   | Totale carriera | 193+       | 3+         |                 | 11+             | 0+              |                    | -                  | -                  |             | -           | -           | 204+   | 3+     |

### Cronologia delle presenze e reti in nazionale
| Cronologia completa delle presenze e delle reti in nazionale ― Senegal | Cronologia completa delle presenze e delle reti in nazionale ― Senegal | Cronologia completa delle presenze e delle reti in nazionale ― Senegal | Cronologia completa delle presenze e delle reti in nazionale ― Senegal | Cronologia completa delle presenze e delle reti in nazionale ― Senegal | Cronologia completa delle presenze e delle reti in nazionale ― Senegal | Cronologia completa delle presenze e delle reti in nazionale ― Senegal | Cronologia completa delle presenze e delle reti in nazionale ― Senegal |
| Data                                                                   | Città                                                                  | In casa                                                                | Risultato                                                              | Ospiti                                                                 | Competizione                                                           | Reti                                                                   | Note                                                                   |
| ---------------------------------------------------------------------- | ---------------------------------------------------------------------- | ---------------------------------------------------------------------- | ---------------------------------------------------------------------- | ---------------------------------------------------------------------- | ---------------------------------------------------------------------- | ---------------------------------------------------------------------- | ---------------------------------------------------------------------- |
| 31-05-2014                                                             | Buenos Aires                                                           | Colombia                                                               | 2 – 2                                                                  | Senegal                                                                | Amichevole                                                             | -                                                                      |                                                                        |
| 08-09-2015                                                             | Johannesburg                                                           | Sudafrica                                                              | 1 – 0                                                                  | Senegal                                                                | Amichevole                                                             | -                                                                      | 80’                                                                    |
| Totale                                                                 |                                                                        | Presenze                                                               | 2                                                                      |                                                                        | Reti                                                                   | 0                                                                      |                                                                        |

## Palmarès
- Prima Lega (Sudan): 1

Al-Hilal Omdurman: 2021-2022
- Coppa di Sudan: 1

Al-Hilal Omdurman: 2021-2022